# BAFTA (премия, 2021)
74-я церемония вручения наград премии BAFTA за заслуги в области британского и мирового кинематографа за 2020 год и частично за 2021 год состоялась 11 апреля 2021 года в концертном зале Альберт-холл в Лондоне. Номинанты были объявлены 9 марта 2021 года.
Больше всего номинаций получили кинокартины Хлои Чжао «Земля кочевников» и Сары Гаврон «Рокс», которые представлены в семи категориях.

## Список лауреатов и номинантов
Количество наград/номинаций:
- 4/7: «Земля кочевников»
- 2/6: «Отец», «Девушка, подающая надежды»
- 2/4: «Звук металла»
- 2/3: «Ма Рейни: Мать блюза», «Душа»
- 1/7: «Рокс»
- 1/6: «Манк», «Минари»
- 1/4: «Иуда и чёрный мессия», «Ещё по одной»
- 1/3: «Его дом»
- 1/1: «Довод», «Мой учитель — осьминог», «The Present», «The Owl and the Pussycat»
- 0/5: «Мавританец», «Раскопки»
- 0/4: «Новости со всего света», «Стойкая броня»
- 0/3: «Суд над чикагской семёркой»,
- 0/2: «Святая Мод», «Куда ты идёшь, Аида?», «Белый тигр», «Лимбо»

| Лауреаты выделены отдельным цветом. |

### Основные категории
| Категории                                | Лауреаты и номинанты                                                                                            |
| ---------------------------------------- | --- |
| Лучший фильм                             | • Земля кочевников / Nomadland (Молли Ашер, Дэн Дженви, Фрэнсис МакДорманд, Питер Спирс, Хлоя Чжао)             |
| Лучший фильм                             | • Девушка, подающая надежды / Promising Young Woman (Бен Браунинг, Эмиральд Феннел, Эшли Фокс, Джози Макнамара) |
| Лучший фильм                             | • Мавританец / The Mauritanian (Адам Экланд, Леа Кларк, Беатрис Левин, Ллойд Левин)                             |
| Лучший фильм                             | • Отец / The Father (Филипп Каркассон, Жан-Луи Ливи, Дэвид Парфитт)                                             |
| Лучший фильм                             | • Суд над чикагской семёркой / The Trial of the Chicago 7 (Стюарт Бессер, Марк Платт)                           |
| Лучший британский фильм                  | • Девушка, подающая надежды / Promising Young Woman (Бен Браунинг, Эмиральд Феннел, Эшли Фокс, Джози Макнамара) |
| Лучший британский фильм                  | • Стойкая броня / Calm with Horses (Ник Роулэнд, Дэниел Эммерсон, Джо Мурта)                                    |
| Лучший британский фильм                  | • Раскопки / The Dig (Саймон Стоун, Габриэлль Тана, Мойра Буффини)                                              |
| Лучший британский фильм                  | • Отец / The Father (Флориан Зеллер, Филипп Каркассон, Жан-Луи Ливи, Дэвид Парфитт, Кристофер Хэмптон)          |
| Лучший британский фильм                  | • Его дом / His House (Реми Уикс, Мартин Джентлес, Эдвард Кингс, Рой Ли)                                        |
| Лучший британский фильм                  | • Лимбо / Limbo (Бен Шаррок, Ируне Гуртубай, Энгус Ламонт)                                                      |
| Лучший британский фильм                  | • Мавританец / The Mauritanian (Кевин Макдональд, Рори Хайнс, Сохраб Ноширвани, М.Бю Трэйвен)                   |
| Лучший британский фильм                  | • Откуда ты родом / Mogul Mowgli (Бассам Тарик, Риз Ахмед, Томас Бенсик, Беннет Макги)                          |
| Лучший британский фильм                  | • Рокс / Rocks (Сара Гаврон, Амина Аюб, Фэй Уорд, Тереза Икоко, Клер Уилсон)                                    |
| Лучший британский фильм                  | • Святая Мод / Saint Maud (Роуз Гласс, Андреа Корнвелл, Оливер Кассман)                                         |
| Лучший неанглоязычный фильм              | • Ещё по одной / Druk (Томас Винтерберг, Сиссе Граум Олсен)                                                     |
| Лучший неанглоязычный фильм              | • Дорогие товарищи! (Андрей Кончаловский, Алишер Усманов)                                                       |
| Лучший неанглоязычный фильм              | • Отверженные / Les Misérables (Ладж Ли)                                                                        |
| Лучший неанглоязычный фильм              | • Минари / 미나리 (Ли Айзек Чун, Кристина О)                                                                    |
| Лучший неанглоязычный фильм              | • Куда ты идёшь, Аида? / Quo Vadis, Aida? (Ясмила Жбанич, Дамир Ибрагимович)                                    |
| Лучшая режиссёрская работа               | • Хлоя Чжао — «Земля кочевников»                                                                                |
| Лучшая режиссёрская работа               | • Томас Винтерберг — «Ещё по одной»                                                                             |
| Лучшая режиссёрская работа               | • Сара Гаврон — «Рокс»                                                                                          |
| Лучшая режиссёрская работа               | • Ясмила Жбанич — Куда ты идёшь, Аида?"                                                                         |
| Лучшая режиссёрская работа               | • Шэннон Мёрфи — «Молочные зубы»                                                                                |
| Лучшая режиссёрская работа               | • Ли Айзек Чун — «Минари»                                                                                       |
| Лучший актёр                             | • Энтони Хопкинс — «Отец»                                                                                       |
| Лучший актёр                             | • Риз Ахмед — «Звук металла»                                                                                    |
| Лучший актёр                             | • Чедвик Боузман — «Ма Рейни: Мать блюза»                                                                       |
| Лучший актёр                             | • Адарш Гурав — «Белый тигр»                                                                                    |
| Лучший актёр                             | • Мадс Миккельсен — «Ещё по одной»                                                                              |
| Лучший актёр                             | • Тахар Рахим — «Мавританец»                                                                                    |
| Лучшая актриса                           | • Фрэнсис Макдорманд — «Земля кочевников»                                                                       |
| Лучшая актриса                           | • Бакки Бакрэй — «Рокс»                                                                                         |
| Лучшая актриса                           | • Рада Бланк — «40-летняя версия»                                                                               |
| Лучшая актриса                           | • Элфри Вудард — «Помилование»                                                                                  |
| Лучшая актриса                           | • Ванесса Кирби — «Фрагменты женщины»                                                                           |
| Лучшая актриса                           | • Вунми Мосаку — «Его дом»                                                                                      |
| Лучший актёр второго плана               | • Дэниэл Калуя — «Иуда и чёрный мессия»                                                                         |
| Лучший актёр второго плана               | • Барри Кеоган — «Стойкая броня»                                                                                |
| Лучший актёр второго плана               | • Алан Ким — «Минари»                                                                                           |
| Лучший актёр второго плана               | • Лесли Одом-мл. — «Одна ночь в Майами»                                                                         |
| Лучший актёр второго плана               | • Кларк Питерс — «Пятеро одной крови»                                                                           |
| Лучший актёр второго плана               | • Пол Рейси — «Звук металла»                                                                                    |
| Лучшая актриса второго плана             | • Юн Ёджон — «Минари»                                                                                           |
| Лучшая актриса второго плана             | • Косар Али — «Рокс»                                                                                            |
| Лучшая актриса второго плана             | • Нив Алгар — «Стойкая броня»                                                                                   |
| Лучшая актриса второго плана             | • Мария Бакалова — «Борат 2»                                                                                    |
| Лучшая актриса второго плана             | • Доминик Фишбэк — «Иуда и чёрный мессия»                                                                       |
| Лучшая актриса второго плана             | • Эшли Мадекве — «Границы округа»                                                                               |
| Лучший анимационный полнометражный фильм | • Душа / Soul (Пит Доктер, Дана Мюррей)                                                                         |
| Лучший анимационный полнометражный фильм | • Вперёд / Onward (Дэн Скэнлон, Кори Рэй)                                                                       |
| Лучший анимационный полнометражный фильм | • Легенда о волках / Wolfwalkers (Томм Мур, Росс Стюарт, Пол Янг)                                               |
| Лучший оригинальный сценарий             | • Эмиральд Феннел — «Девушка, подающая надежды»                                                                 |
| Лучший оригинальный сценарий             | • Томас Винтерберг, Тобиас Линдхольм — «Ещё по одной»                                                           |
| Лучший оригинальный сценарий             | • Тереза Икоко, Клэр Уилсон — «Рокс»                                                                            |
| Лучший оригинальный сценарий             | • Аарон Соркин — «Суд над чикагской семёркой»                                                                   |
| Лучший оригинальный сценарий             | • Джек Финчер — «Манк»                                                                                          |
| Лучший адаптированный сценарий           | • Флориан Зеллер, Кристофер Хэмптон — «Отец»                                                                    |
| Лучший адаптированный сценарий           | • Рамин Бахрани — «Белый тигр»                                                                                  |
| Лучший адаптированный сценарий           | • Мойра Буффини — «Раскопки»                                                                                    |
| Лучший адаптированный сценарий           | • М. Б. Травен, Рори Хайнс, Сохраб Ноширвани — «Мавританец»                                                     |
| Лучший адаптированный сценарий           | • Хлоя Чжао — «Земля кочевников»                                                                                |

### Другие категории
| Категории                                                    | Лауреаты и номинанты |
| ------------------------------------------------------------ | --- |
| Лучшая музыка к фильму                                       | • «Душа» — Трент Резнор, Аттикус Росс, Джон Батист                                                                                 |
| Лучшая музыка к фильму                                       | • «Минари» — Эмиль Моссери |
| Лучшая музыка к фильму                                       | • «Новости со всего света» — Джеймс Ньютон Ховард                                                                                  |
| Лучшая музыка к фильму                                       | • «Манк» — Трент Резнор, Аттикус Росс                                                                                              |
| Лучшая музыка к фильму                                       | • «Девушка, подающая надежды» — Энтони Уиллис                                                                                      |
| Лучшая операторская работа                                   | • «Земля кочевников» — Джошуа Джеймс Ричардс                                                                                       |
| Лучшая операторская работа                                   | • «Иуда и чёрный мессия» — Шон Боббитт                                                                                             |
| Лучшая операторская работа                                   | • «Новости со всего света» — Дариуш Вольский                                                                                       |
| Лучшая операторская работа                                   | • «Мавританец» — Элвин Х. Кюхлер                                                                                                   |
| Лучшая операторская работа                                   | • «Манк» — Эрик Мессершмидт |
| Лучшие визуальные эффекты                                    | • «Довод» — Скотт Фишер, Эндрю Джексон, Эндрю Локли                                                                                |
| Лучшие визуальные эффекты                                    | • «Айван, единственный и неповторимый» — Сантьяго Коломо Мартинез, Ник Дэвис, Грег Фишер                                           |
| Лучшие визуальные эффекты                                    | • «Грейхаунд» — Пит Бэбб, Нэйтан МакГиннесс, Себастиан фон Оверхайт                                                                |
| Лучшие визуальные эффекты                                    | • «Мулан» — Шон Фэйден, Стив Инграм, Андерс Лэнглэндс, Сет Мори                                                                    |
| Лучшие визуальные эффекты                                    | • «Полночное небо» — Мэтт Касмир, Крис Лоуренс, Дэвид Уоткинс                                                                      |
| Лучший грим и причёски                                       | • «Ма Рейни: Мать блюза» — Матики Анофф, Ларри М. Черри, Серхио Лопез-Ривера, Миа Нил                                              |
| Лучший грим и причёски                                       | • «Манк» — Кимберли Спитери, Джиджи Уилльямс                                                                                       |
| Лучший грим и причёски                                       | • «Пиноккио» — Марк Кулье |
| Лучший грим и причёски                                       | • «Раскопки» — Дженни Ширкор |
| Лучший грим и причёски                                       | • «Элегия Хиллбилли» — Патриша Дехэйни, Эрин Крюгер Мекаш, Мэттью Мангл                                                            |
| Лучшая работа художника-постановщика                         | • «Манк» — Дональд Грэм Бёрт, Жан Паскаль                                                                                          |
| Лучшая работа художника-постановщика                         | • «Новости со всего света» — Дэвид Крэнк, Элизабет Кинан                                                                           |
| Лучшая работа художника-постановщика                         | • «Отец» — Питер Фрэнсис, Кэти Фезерстоун                                                                                          |
| Лучшая работа художника-постановщика                         | • «Раскопки» — Мария Джуркович, Татьана Макдональд                                                                                 |
| Лучшая работа художника-постановщика                         | • «Ребекка» — Сара Гринвуд, Кэти Спенсер                                                                                           |
| Лучший дизайн костюмов                                       | • «Ма Рейни: Мать блюза» — Энн Рот                                                                                                 |
| Лучший дизайн костюмов                                       | • «Аммонит» — Майкл О’Коннор |
| Лучший дизайн костюмов                                       | • «Раскопки» — Элис Бабидж |
| Лучший дизайн костюмов                                       | • «Эмма.» — Александра Бирн |
| Лучший дизайн костюмов                                       | • «Манк» — Триш Саммервилль |
| Лучший монтаж                                                | • «Звук металла» — Миккел И. Г. Нилсен                                                                                             |
| Лучший монтаж                                                | • «Отец» — Йоргос Лампринос |
| Лучший монтаж                                                | • «Земля кочевников» — Хлоя Чжао                                                                                                   |
| Лучший монтаж                                                | • «Девушка, подающая надежды» — Фредерик Тораваль                                                                                  |
| Лучший монтаж                                                | • «Суд над чикагской семёркой» — Алан Баумгартен                                                                                   |
| Лучший звук                                                  | • «Звук металла» — Джейми Бакшт, Николас Бекер, Филлип Блад, Карлос Кортес, Мишель Куттолан                                        |
| Лучший звук                                                  | • «Грейхаунд» — TBA |
| Лучший звук                                                  | • «Новости со всего света» — Майкл Фентум, Уильям Миллер, Майк Прествуд Смит, Джон Притчетт, Оливер Тарни                          |
| Лучший звук                                                  | • «Земля кочевников» — Серхио Диаз, Зак Сэйверс, М, Вольф Снайдер                                                                  |
| Лучший звук                                                  | • «Душа» — Койя Эллиотт, Рен Клайс, Дэвид Паркер                                                                                   |
| Лучший кастинг                                               | • «Рокс» — Люси Парди |
| Лучший кастинг                                               | • «Стойкая броня» — Шайин Бэг |
| Лучший кастинг                                               | • «Иуда и чёрный мессия» — Алекса Л. Фогель                                                                                        |
| Лучший кастинг                                               | • «Минари» — Джулия Ким |
| Лучший кастинг                                               | • «Девушка, подающая надежды» — Линдси Грэм Аханону, Мэри Верню                                                                    |
| Лучший документальный фильм                                  | • Мой учитель-осьминог / My Octopus Teacher (Пиппа Эрлих, Джеймс Рид, Крэйг Фостер)                                                |
| Лучший документальный фильм                                  | • Коллектив / Colectiv (Александр Нанэу)                                                                                           |
| Лучший документальный фильм                                  | • Дэвид Аттенборо: Жизнь на нашей планете / David Attenborough: A Life on Our Planet (Аластер Фовергилл, Джонатан Хьюз, Кит Шолей) |
| Лучший документальный фильм                                  | • Диссидент / The Dissident (Брайан Фогель, Тор Халворссен)                                                                        |
| Лучший документальный фильм                                  | • Социальная дилемма / The Social Dilemma (Джефф Орловски, Ларисса Родс)                                                           |
| Лучший короткометражный фильм                                | • The Present (Фара Набалси) |
| Лучший короткометражный фильм                                | • Eyelash (Джесси Льюис Рис, Айк Ньюман)                                                                                           |
| Лучший короткометражный фильм                                | • Lizard (Акинола Дэйвис, Рэйчел Даргавел, Уэйл Дэйвис)                                                                            |
| Лучший короткометражный фильм                                | • Lucky Break (Джон Аддис, Рами Саррас Пантойя)                                                                                    |
| Лучший короткометражный фильм                                | • Miss Curvy (Гада Элдемэлови) |
| Лучший анимационный короткометражный фильм                   | • The Owl and the Pussycat (Моул Хилл, Лора Данкалф)                                                                               |
| Лучший анимационный короткометражный фильм                   | • The Fire Next Time (Ренальдо Пелле, Янлинг Ванг, Кэрри Джейд Колби)                                                              |
| Лучший анимационный короткометражный фильм                   | • The Song of a Lost Boy (Дэниел Кирк, Джейми Мадональд, Брид Арнстайн)                                                            |
| Лучший дебют британского сценариста, режиссёра или продюсера | • Реми Уикс (сценарист, режиссёр) — «Его дом»                                                                                      |
| Лучший дебют британского сценариста, режиссёра или продюсера | • Бен Шаррок (сценарист, режиссёр), Ируне Гуртубай (продюсер) — «Лимбо»                                                            |
| Лучший дебют британского сценариста, режиссёра или продюсера | • Джек Сидей (сценарист, продюсер) — «Моффи»                                                                                       |
| Лучший дебют британского сценариста, режиссёра или продюсера | • Тереза Икоко, Клэр Уилсон (сценаристы) — «Рокс»                                                                                  |
| Лучший дебют британского сценариста, режиссёра или продюсера | • Роуз Гласс (сценарист, режиссёр), Оливер Кассман (продюсер) — «Святая Мод»                                                       |
| Восходящая звезда                                            | • Бакки Бакрэй |
| Восходящая звезда                                            | • Кингсли Бен-Адир |
| Восходящая звезда                                            | • Морвед Кларк |
| Восходящая звезда                                            | • Шопе Дирису |
| Восходящая звезда                                            | • Конрад Кхан |

## Специальные награды

### BAFTA Academy Fellowship Award
- Энг Ли[2]

### Премия BAFTA за выдающийся британский вклад в кинематограф
- Ноэль Кларк[3]